# Michael Mauer
Michael Mauer (Rotenburg an der Fulda, 28 luglio 1962) è un ingegnere e progettista tedesco, attuale Chief Designer di Porsche; in precedenza ha lavorato per Mercedes-Benz e Saab.

## Biografia

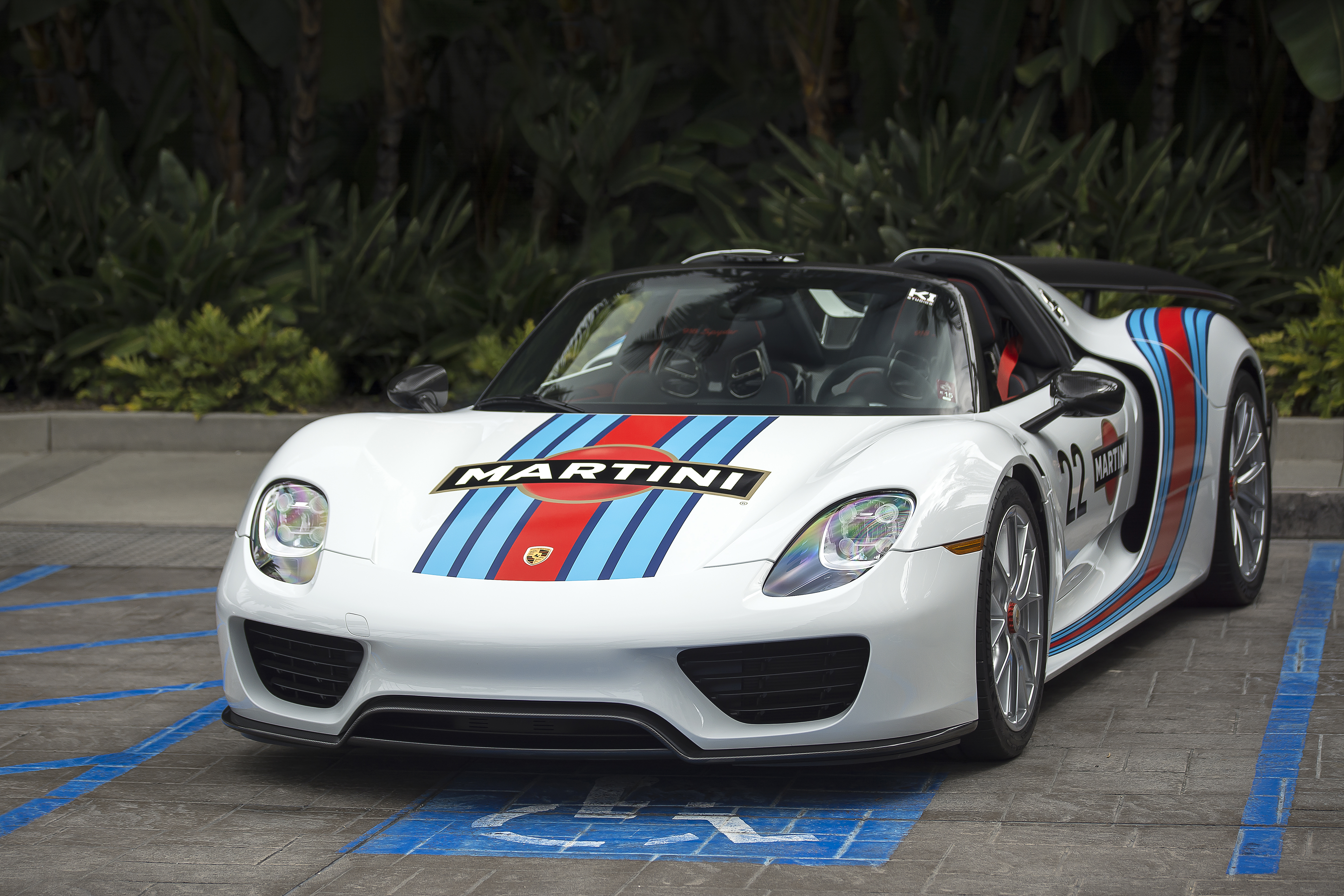
Porsche 918 Spyder

Studiò design dal 1982 al 1986 alla Hochschule Pforzheim. Dopo la laurea il suo primo lavoro fu alla Mercedes-Benz nella sede di Sindelfingen. Nel 1989 fu nominato Design Project Leader per la Mercedes-Benz Classe V.  Nel 1995 venne promosso a Capo Dipartimento ed assunse la carica di responsabilità per lo sviluppo dei modelli Classe A, SLK e SL. Nel 1998 Mauer si trasferì nello centro stile di Tokyo occupando la carica di direttore generale. Un anno dopo, fece ritorno in Europa come responsabile del design presso Smart.
Nel giugno 2000 lasciò la Mercedes per approdare alla General Motors dove lavorò per il marchio Saab come Executive Director Design. Nel 2003 divenne responsabile del Advanced Design presso la General Motors Europe.

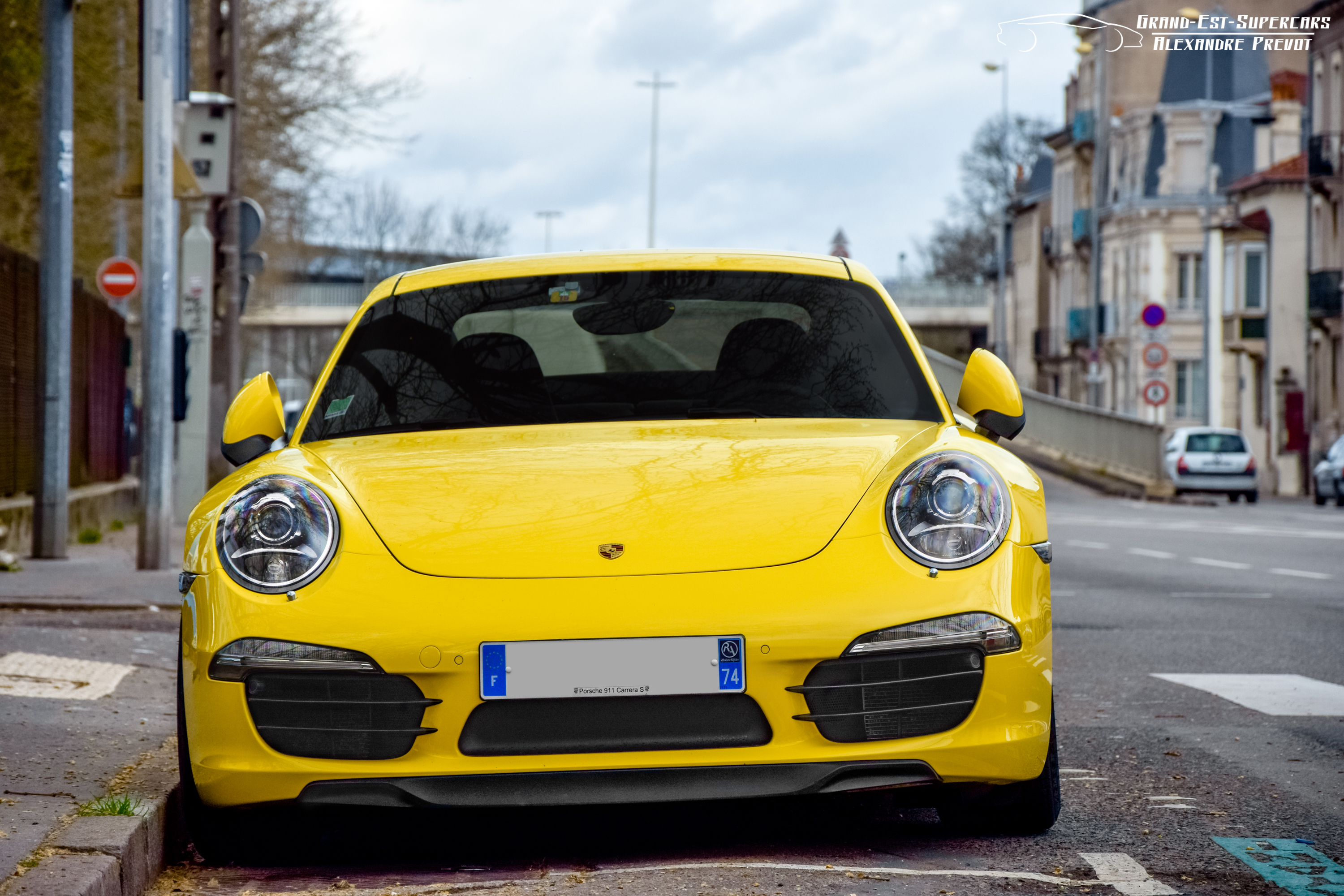
Porsche 911 (991) Carrera S

Nel 2004 passò alla Porsche subentrando al designer Harm Lagaay; fu il responsabile per la progettazione e il design delle Cayenne, Macan, Panamera, 918 Spyder e 911 (991). Con quest'ultimo modello nel 2012 fu premiato con il Red Dot. Nel 2015 venne promosso a capo responsabile del design del Gruppo Volkswagen subentrando a Walter de Silva.

## Modelli disegnati
- Mercedes-Benz Classe V
- Mercedes-Benz Classe A
- Mercedes-Benz SLK
- Mercedes-Benz SL
- Porsche Cayenne
- Porsche Macan
- Porsche Panamera
- Porsche 918 Spyder
- Porsche 991

## Riconoscimenti
- 2012: Red Dot Design Award per la Porsche 991